# Mabel (zpěvačka)
Mabel Alabama-Pearl McVey (* 20. února 1996) je zpěvačka a textařka. Průlom v její kariéře nastal v roce 2017 s písní „Finders Keepers“. Její debutové album High Expectations vyšlo v srpnu 2019. Album obsahuje její největší hit „Don't Call Me Up“ a další úspěšný singl „Mad Love“. Mabel vyhrála cenu Brit Award za nejlepší sólovou britskou zpěvačku v roce 2020.

## Dětství
Mabel se narodila v Málaze 20. února 1996. Je dcerou švédské zpěvačky Neneh Cherry a anglického hudebního producenta Camerona McVeye. Její nevlastní dědeček je americký jazzový trumpetista Don Cherry. Její nevlastní bratr Marlon Roudette je zpěvák bývalého hudebního dua Mattafix.
Má britské, švédské a španělské občanství. Po ukončení střední školy ve Švédsku se Mabel přestěhovala do Londýna, aby pokračovala ve své hudební kariéře.

## Hudební kariéra

### 2015–2018: Počátky kariéry

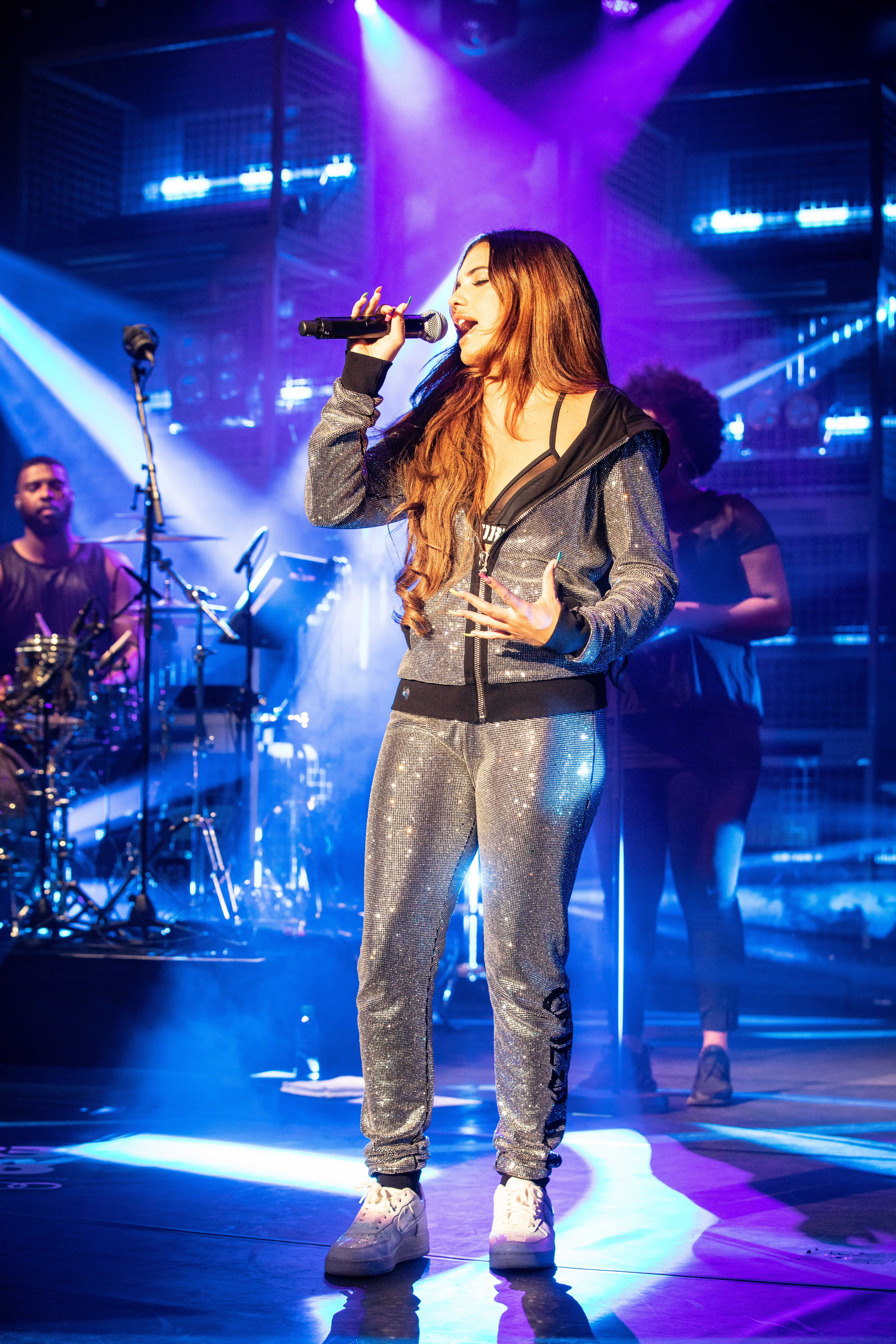
Mabel během vystoupení v roce 2018

Její hudební kariéra začala v roce 2015 debutovým singlem „Know Me Better“. V květnu 2017 vydala píseň „Finders Keepers“ s britským rapperem Kojo Funds. Později v roce 2017 vydala debutové mixtape Ivy to Roses. Mabel se stala předskokankou pro zpěváka Harryho Stylese během evropské části turné s názvem Harry Styles: Live on Tour. Po tomto turné vyjela ještě na další turné, tentokrát šlo o její evropské turné s názvem These Are the Best Times Tour. V roce 2018 vyšla píseň „Ring Ring“ spolu s rapperem Rich the Kid a britským DJem Jaxem Jonesem.

### 2019–2020: debutové albumHigh Expectations
V lednu 2019 byla nominována na cenu Brit
Award za nejlepšího průlomového umělce. V lednu také vydala její zatím nejúspěšnější hit „Don't Call Me Up“. Jedná se o úvodní singl z jejího debutového alba. Dne 7. června 2019 vydala singl „Mad Love“, jako druhý singl alba. Její debutové album High Expectations bylo oznámeno 18. dubna téhož roku s plánovaným termínem vydání 12. července. Datum vydání bylo později přesunuto na 2. srpna. Album obsahuje v standardní edici 14 skladeb. Mabel se vydává na své turné High Expectations Tour od roku 2019 do 2020. V roce 2020 se Mabel objevila v BBC Radio 1 Live Lounge s coverem na píseň „Times Like These“. Cover zazpívala spolu s dalšími umělci, jako jsou např. Sigrid, Dua Lipa a Rita Ora. Akce byla organizována v reakci na probíhající pandemii covidu-19.

### 2021–současnost: druhé albumAbout Last Night…
Po upoutávce s názvem Allow me to reintroduce yourself, zveřejněné na jejích sociálních sítích v červnu 2021, byla 18. června 2021 vydána skladba „Let Them Know“ jako hlavní singl k druhému albu. V srpnu 2021 vystupovala v reality show ITV2 Love Islandu. Dne 29. října 2021 vydali Mabel a DJ Joel Corry píseň „I Wish“. Druhý singl z alba „Good Luck“ s Jaxem Jonesem a Galantis byl vydán 18. března 2022. Druhé album nese název About Last Night…. Název byl již naznačen na konci videoklipu k „Let Them Know“ a na začátku videoklipu k „Good Luck“. Třetí singl „Overthinking“, ve kterém hostuje americký rapper a zpěvák 24kGoldn vyšel v květnu a o týden později, 27. května 2022, oficiálně oznámila album. Album vyšlo 15. července a vyvrcholilo na 2. místě v UK Albums Chart, což je dosud nejvyšší příčka, které jakékoliv album Mabel dosáhlo, a také se umístilo na 4. místě v žebříčku Scottish Albums Chart, což je opět dosud nejvyšší pozice pro Mabel.

## Diskografie
- High Expectations (2019)
- About Last Night… (2022)

## Turné
- These Are the Best Times Tour (2018)
- The Mad Love Tour (2019)
- High Expectations Tour (2020)

### Jako předskokanka
- Harry Styles: Live on Tour (2018)
- LANY: Thrilla in Manila Tour (2019)
- Khalid: Free Spirit World Tour (2019)
- Harry Styles: Love on Tour (2020)